# Белзька ратуша
Бе́лзька ра́туша — приміщення магістрату міста Белза (Белзька міська громада, Львівська область).
Розташована в центрі міста, але не на центральному майдані (площі Ринок), як інші ратуші, а на одній з бічних вулиць. Перебудована з відновленої вежі-дзвіниці та частини колишнього монастиря домініканців.

## Історія

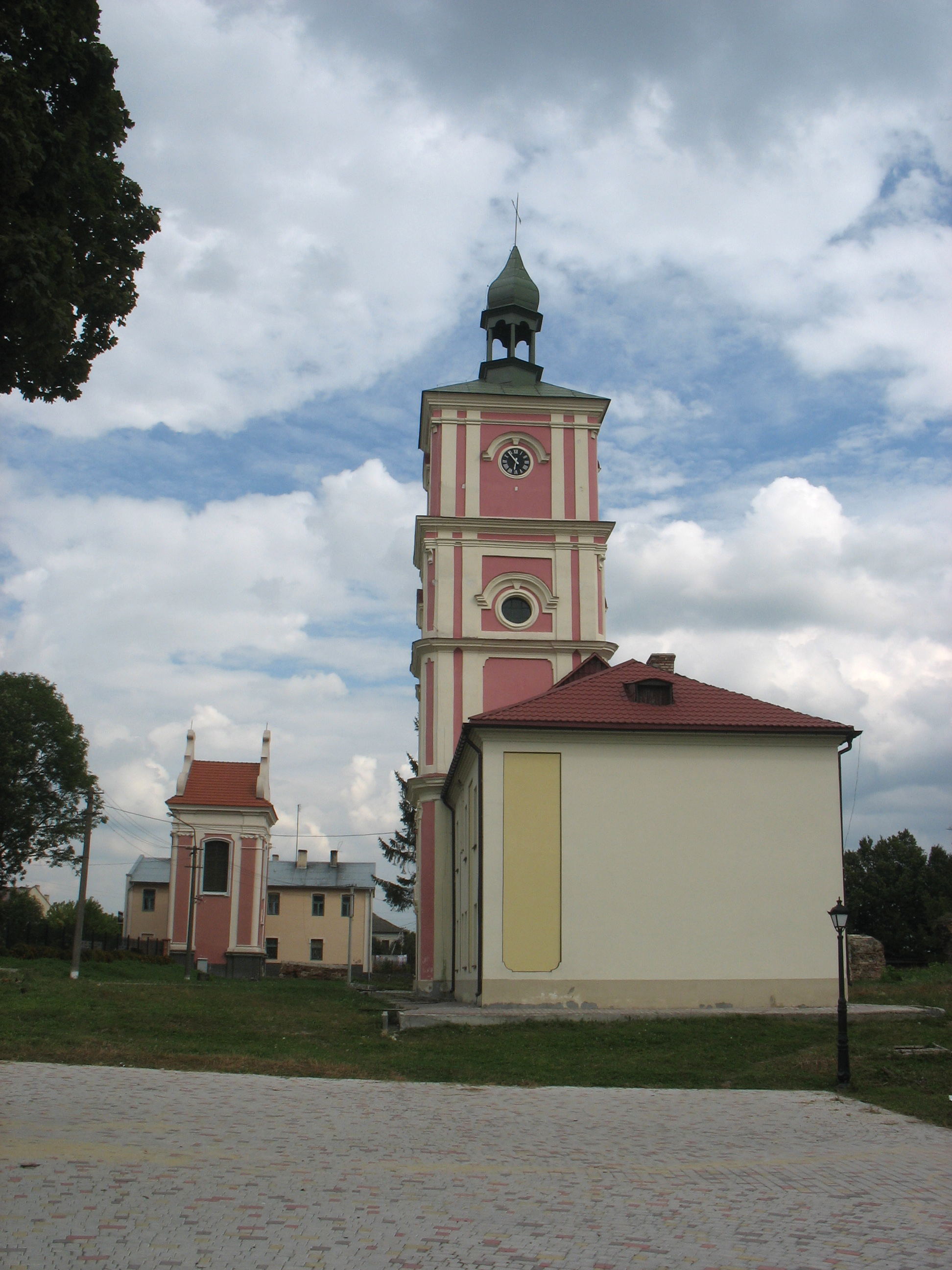

### Стара ратуша
До Першої світової війни міська ратуша стояла на площі Ринок, але під час війни вона була знищена російськими військами. Після війни під нову ратушу було пристосовано частину монастиря домініканів, а саме північний келійний корпус з чотириярусною вежею. Вежа збудована в барочному стилі та увінчана модерновим ажурним ліхтарем. У 1920 році на вежі встановлено годинник. Обидві споруди (корпус ратуші та вежу) відреставровано 2006 року.

### Нова ратуша
Нині в ратуші міститься міська рада Белза. Її перенесено до відновленої частини приміщень колишнього монастиря домініканців за ініціативи міського голови Белза Івана Калиша.